# Mazda CX-9
Mazda CX-9 — повнорозмірний кросовер, що випускається японською автомобільною компанією Mazda.

## Перше покоління (TB)

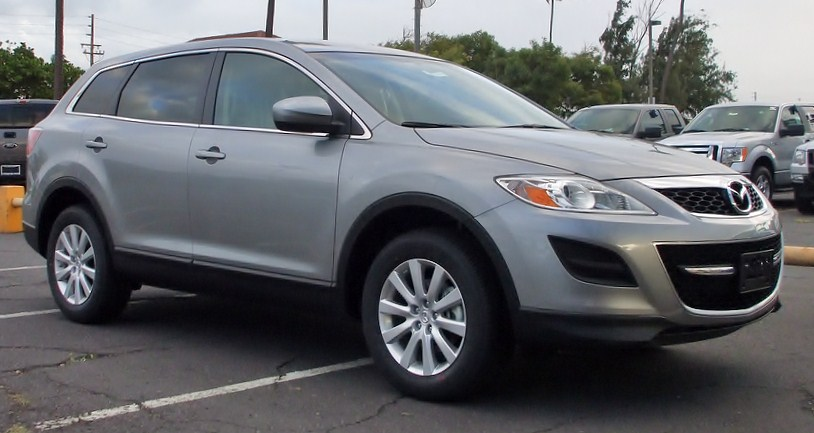
Mazda CX-9 (2010—2013)

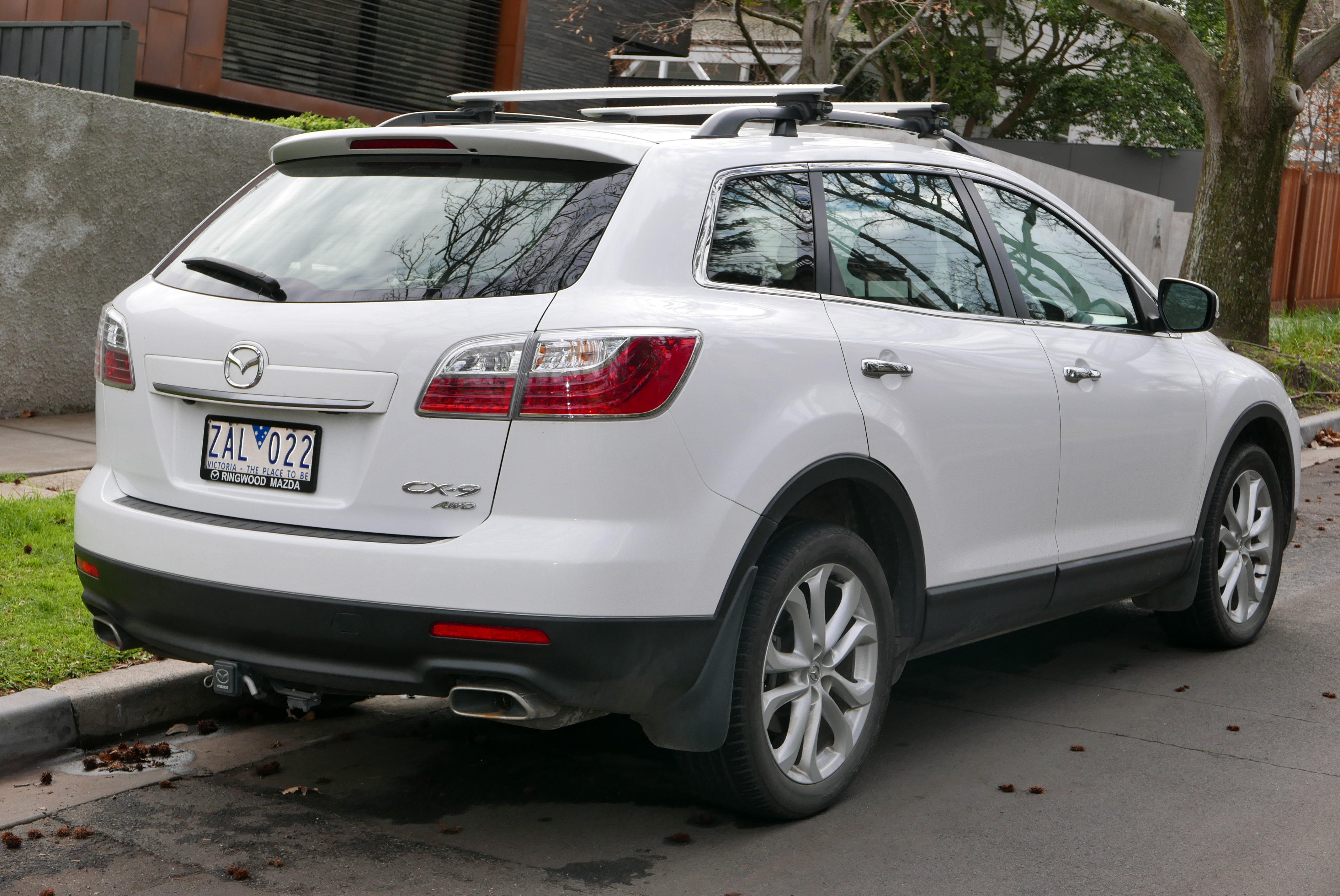
Mazda CX-9

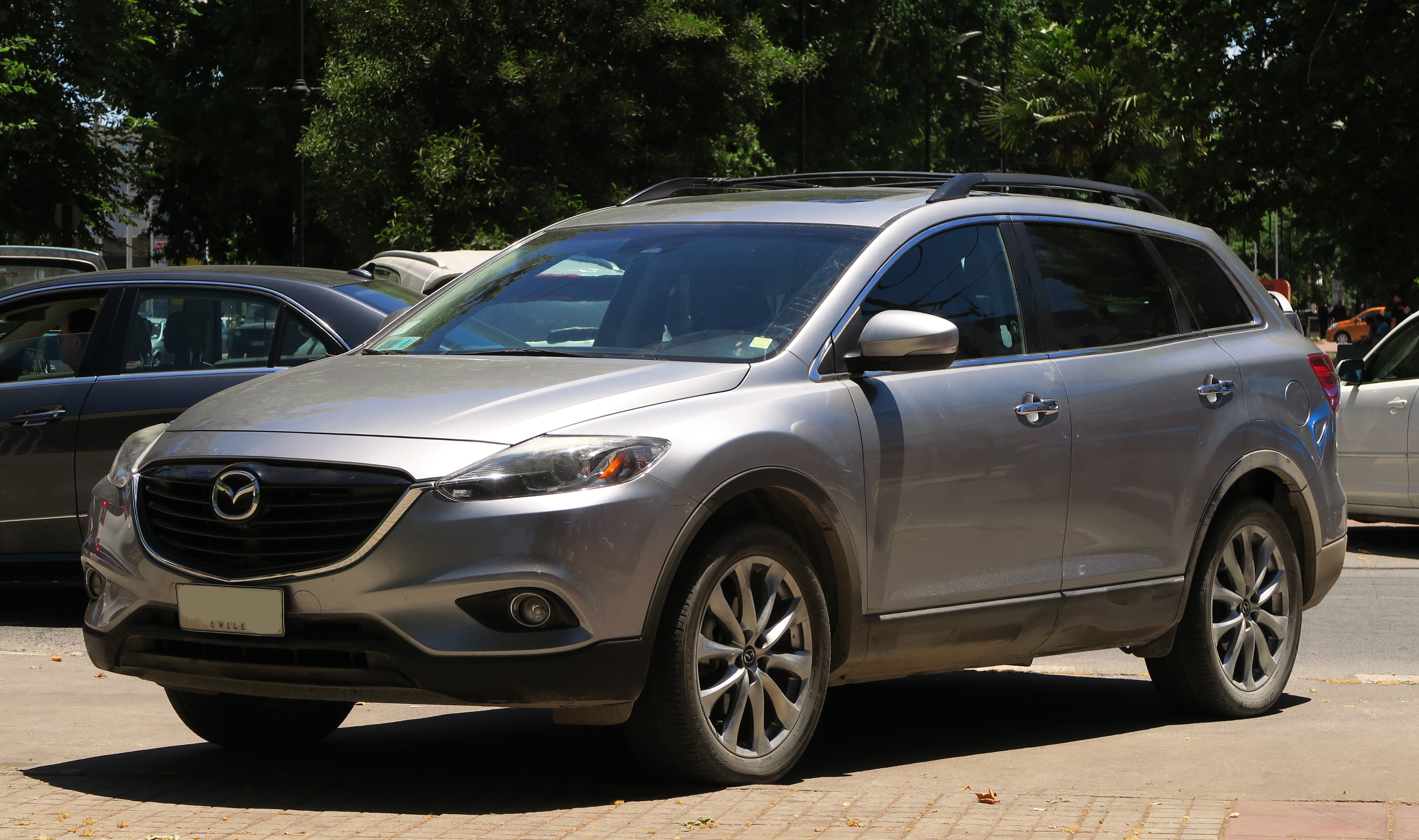
Mazda CX-9 (2013—2016)

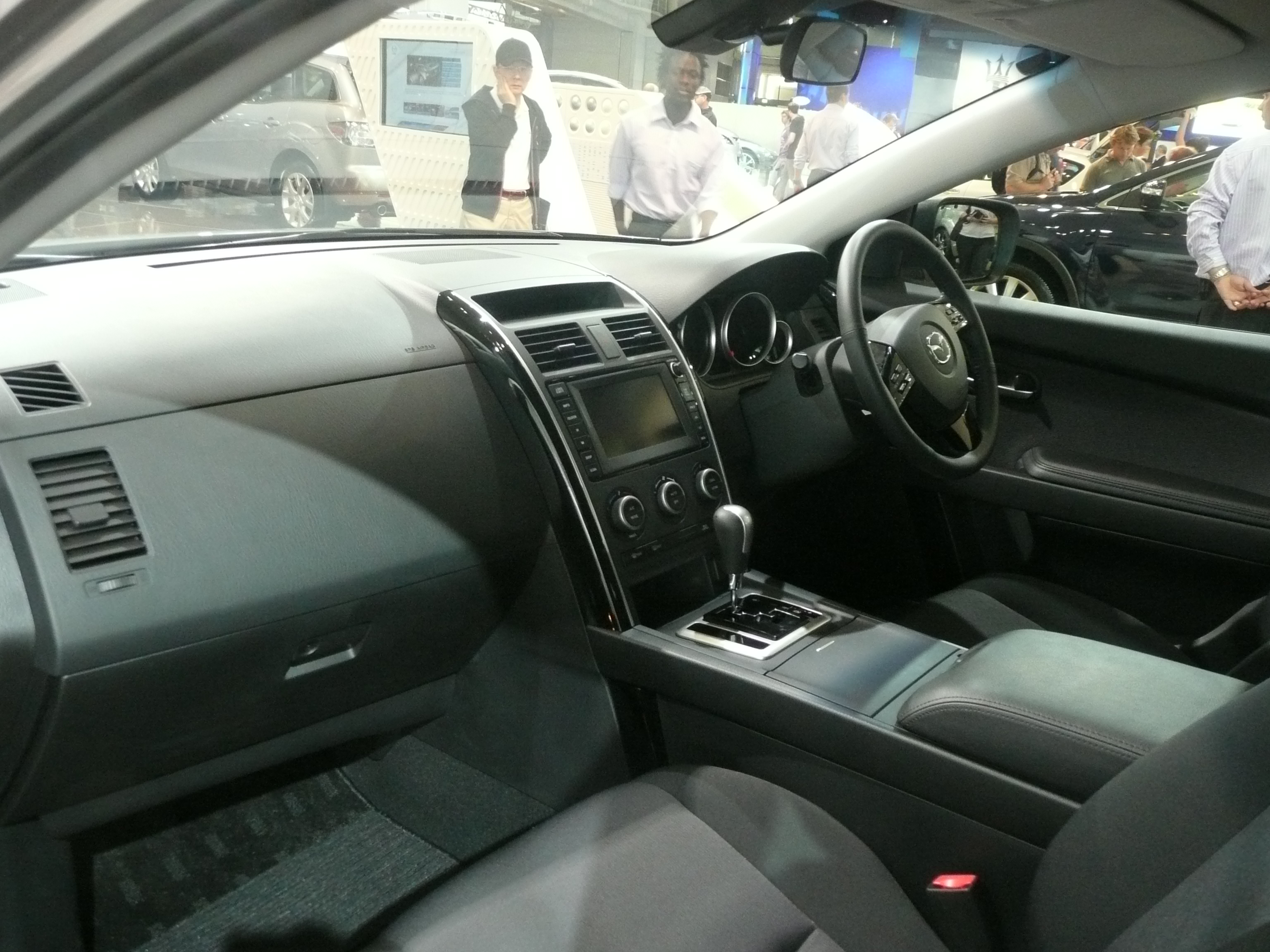
Mazda CX-9

Це перший автомобіль компанії Mazda в класі повнорозмірних SUV. Модель вперше була представлена 13 квітня 2006 року на автосалоні в Нью-Йорку, а вже в 2007 почалися офіційні продажі. CX-9 поставляється в США, Австралію, Саудівську Аравію, Росію та Україну.
Спочатку поставлялась із запозиченим у Форда двигуном Duratec V6 об'ємом 3.5 літра 267 к.с. при 6250 об/хв 337 Нм при 4500 об/хв.
Стандартний набір систем безпеки включає в себе: система динамічної стабілізації DSC, антипробуксовочна система, Roll Stability Control, фронтальні і бічні подушки безпеки водія і пасажира і подушка-шторка для всіх трьох рядів сидінь.
Mazda CX-9 зроблена на фордівській платформі — CD3, на основі якої також побудовані такі автомобілі як Ford Edge, Ford Fusion, Mazda 6 та інші.

### Модель 2007
Mazda CX-9 2007-го року була першим авто Mazda в класі повнорозмірних SUV. Також, CX-9 укомплектовувалось 3.5 літровим двигуном V6 (Cyclone). Стандартний набір систем безпеки включає: Dynamic Stability Control, traction control, Roll Stability Control, передні подушки безпеки водія та пасажира та подушка-шторка для всіх трьох рядів сидінь.

### Модель 2008
У 2008 році модель було оновлено новим двигуном об'ємом 3.7 літри MZI V6 потужністю 274 к.с. крутним моментом 366 Нм.

### Модель 2010
У 2010 році модель оновили, змінивши зовнішній вигляд і оснащення. Автомобіль отримав нову решітку радіатора, повітрозабірники нової форми в бампері, іншу світлотехніку і більш дорогі матеріали оздоблення салону. Дебютував у 2009 році в Нью-Йоркському автосалоні. Продажі почалися в Австралії в кінці вересня в трьох варіантах: Classic, Luxury і Grand Touring. CX-9 має 3-х зонний клімат-контроль і систему гучного зв'язку з технологією Bluetooth як стандартні функції. Дорожчі комплектації Touring і Grand Touring включають шкіряні вставки в оббивці, а також аудіо систему більш високого рівня і задні DVD.

### Модель 2013
У 2013 році модель оновили вдруге, змінивши зовнішній вигляд і оснащення. Автомобіль отримав нову решітку радіатора, нові передні і задні фари і новий передній бампер. Дизайн кузова і в попередніх моделях компанії відповідає ідеології KODO — Дух руху. Двигун залишився тим самим, 6 циліндровий V6, 3,7 л (277 к.с., 367 Нм) з 6-ступінчастою автоматичною коробкою передач. Також рестайлінг торкнувся інтер'єру, став оснащуватися більш високою якістю обробки салону. CX-9 отримав системи моніторингу мертвих зон і стеження за дорожньою розміткою.

### Двигуни
- 3.5 л MZI V6 267 к.с. при 6250 об/хв 337 Нм при 4500 об/хв (2007)
- 3.7 л MZI V6 274—277 к.с. при 6250 об/хв 366—367 Нм при 4500 об/хв (2008—2015)

## Друге покоління (TC)

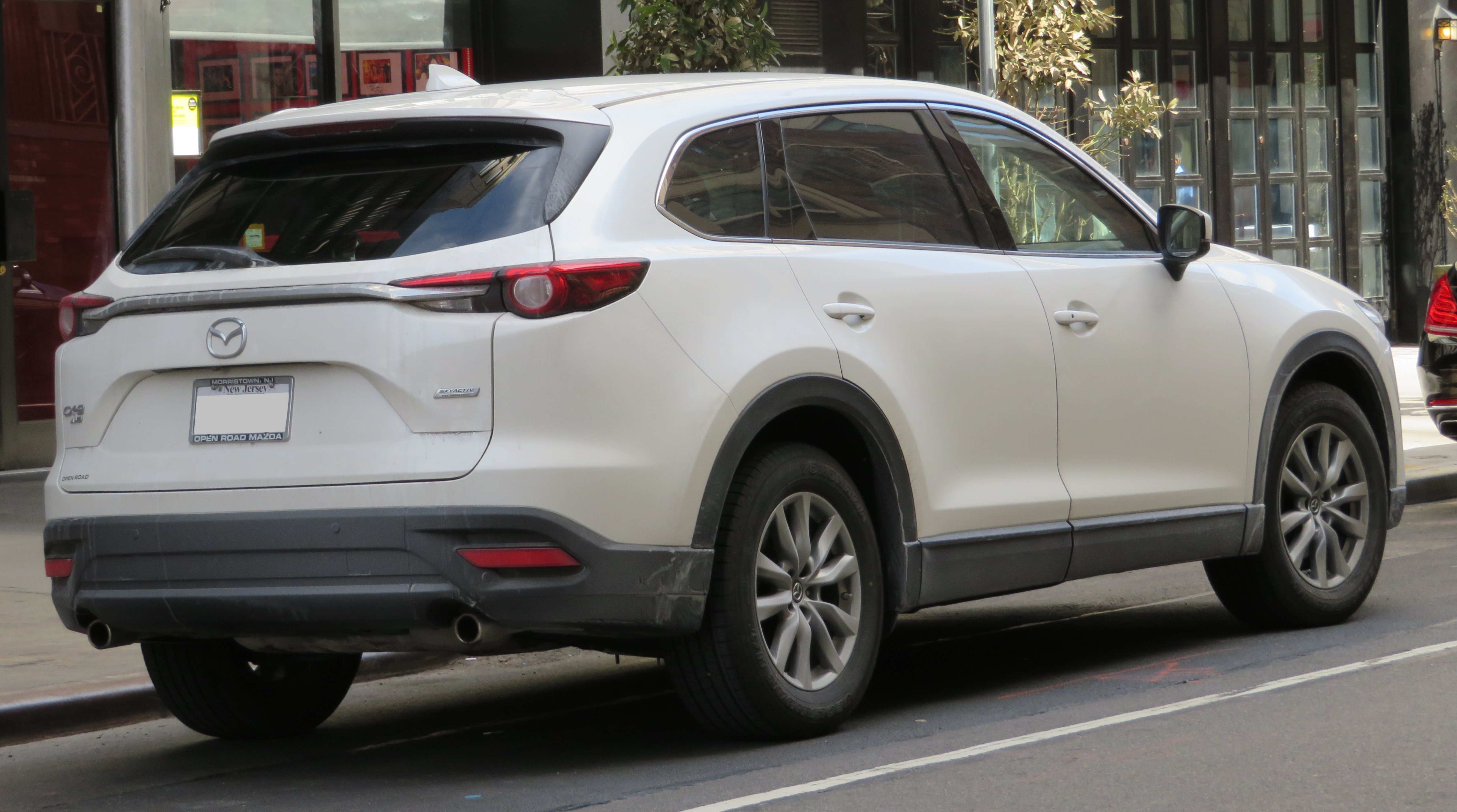
Mazda CX-9 ІІ

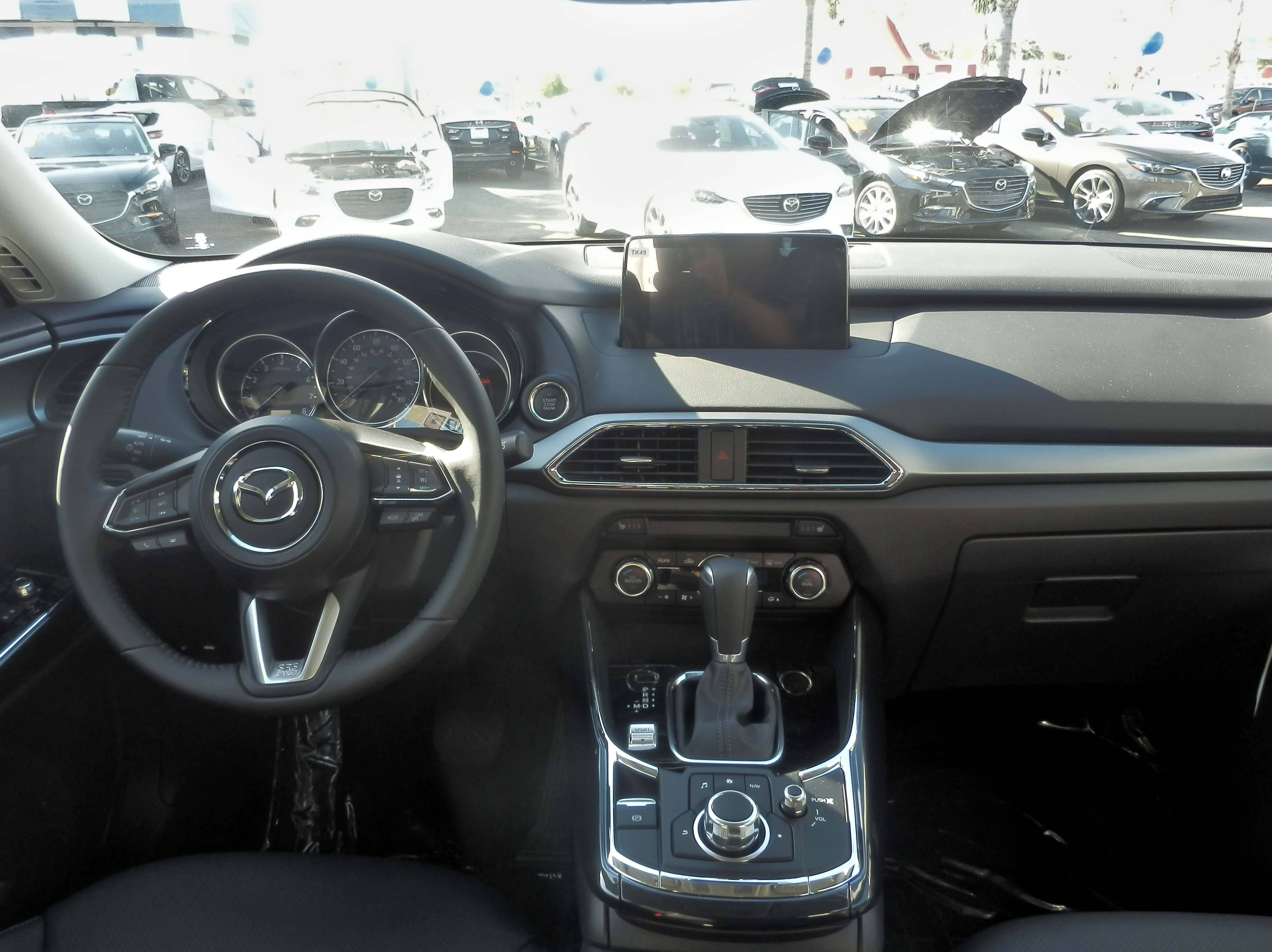
Mazda CX-9 ІІ

У листопаді 2015 році на автосалоні в Лос-Анджелесі дебютувало друге покоління Mazda CX-9. В основу нової Mazda CX-9 лягла розтягнута платформа Mazda 6 зі стійками McPherson спереду і багаторичажка ззаду. Автомобіль отримав новий турбодвигун Skyactiv-G 2.5T потужністю 250 к.с. при 5000 об/хв, крутним моментом 420 Нм при 2000 об/хв. Двигун має дві технології. Перша — система Dynamic Pressure Turbo, що імітує діяльність турбіни із змінною геометрією. На низьких оборотах потік вихлопних газів йде по вузьких каналах, а на більш високих відкриваються додаткові клапани, посилаючи гази на крильчатку по широким каналам. Друга ж технологія — рециркуляція охолоджених вихлопних газів EGR, що дозволила знизити температури з 500 до 100 градусів і підняти ступінь стиснення до 10,5:1.
Mazda CX-9 2016 року завершує модельний ряд із технологією SkyActiv та переходить до наступного рівня автомобілів класу «люкс», що ознаменовує нова комплектація Signature. Як і інші представники цього класу, новий СХ-9 може бути обладнаний такими технологіями для покращення ходових якостей та підвищення рівня безпеки, як: повний привід, радарний круїз-контроль та автоматичне аварійне гальмування. Мазда CX-9 був повністю модернізований до 2016 року. Зараз, у своєму другому поколінні, найбільший та найдорожчий позашляховик від Mazda, отримав: ефектну обтічну форму, розкішний інтер’єр, 4-циліндровий двигун з турбонаддувом, численні технології безпеки та вдосконалення експлуатаційних якостей.
У максимальній комплектації Executive з'явилися варіанти кольору оздоблення інтер'єру. Проте, обрати можна тільки чорний, або вишневий. Цікаво, що в топової комплектації шкірою Nappa обтягнуті всі три ряди сидінь. Передня пара крісел окрім трирівневого підігріву також отримала і вентиляцію з трьома рівнями регулювання.
Mazda оновила CX-9 для 2021 модельного року. Позашляховик отримав нову інформаційно-розважальну систему з Apple CarPlay та Android Auto і стиль інтер'єру та екстер'єру Carbon Edition.
В Україні модель продається у двох комплектаціях: Style та Top. 
Мазда зробила стандартним повний привід для всіх комплектацій CX-9 2022 року.  

### Двигуни
- 2.5 L Skyactiv-G PY-VPTS turbo I4 250 к.с. при 5000 об/хв, 420 Нм при 2000 об/хв

## Продажі
| Рік  | США    | Мексика |
| ---- | ------ | ------- |
| 2007 | 25,566 |         |
| 2008 | 26,100 |         |
| 2009 | 21,132 |         |
| 2010 | 28,908 |         |
| 2011 | 34,421 |         |
| 2012 | 24,442 |         |
| 2013 | 24,628 | 1,929   |
| 2014 | 18,496 | 1,691   |
| 2015 | 18,048 | 1,392   |
| 2016 | 16,051 | 2,154   |
| 2017 | 25,828 | 2,123   |
| 2018 | 28,257 | 1,826   |
| 2019 | 26,861 | 1,525   |
| 2020 | 27,638 | 1,120   |
| 2021 | 34,493 | 1,267   |